# Oxalis aptera
Oxalis aptera är en harsyreväxtart som beskrevs av Joseph Gerhard Zuccarini och Prog.. Oxalis aptera ingår i släktet oxalisar, och familjen harsyreväxter. Inga underarter finns listade i Catalogue of Life.